# Akiyama Jirō
Pour les articles homonymes, voir Akiyama.
Akiyama Jirō est un nom japonais traditionnel ; le nom de famille (ou le nom d'école), Akiyama, précède donc le prénom (ou le nom d'artiste).
Akiyama Jirō (秋山 次郎) est un joueur professionnel de go japonais.